# دهه ۶۲۰ (میلادی)
دهه ۶۲۰ (میلادی) دهه شصت و دوم تقویم میلادی است.

## درگذشتگان
‎